# 札幌国際芸術祭
札幌国際芸術祭（さっぽろこくさいげいじゅつさい、英題:Sapporo International Art Festival）とは、北海道札幌市で3年おきに開催されるトリエンナーレ形式の国際芸術祭である。第1回は2014年に実施され、第3回は2020年開催の予定であったが、新型コロナウイルス感染症の影響により中止となり、札幌国際芸術祭2020特別編として実施された。

## 概要

### 札幌国際芸術祭 2014
- テーマ - 「都市と自然」
- サブテーマ - 「自然」「都市」「経済・地域・ライフ」
- 主催 - 創造都市さっぽろ・国際芸術祭実行委員会
  - ゲストディレクター - 坂本龍一
- 開催期間 - 2014年7月19日(土)~ 9月28日(日)(72 日間)
- 会場 - 北海道立近代美術館、札幌芸術の森美術館、札幌駅前通地下歩行空間(チ・カ・ホ) 北海道庁赤れんが庁舎、札幌大通地下ギャラリー 500m 美術館、モエレ沼公園、札幌市資料館 ほか(全18会場)
- 参加者 - 64 組

### 札幌国際芸術祭 2017
- テーマ - 「芸術祭ってなんだ?」
- サブテーマ - 「ガラクタの星座たち」
- 主催 - 札幌国際芸術祭実行委員会、札幌市
  - ゲストディレクター - 大友良英
- 開催期間 - 2017年8月6日(日)-10月1日(日)〈57日間〉
- 会場 - 札幌芸術の森、モエレ沼公園、まちなかエリア、円山エリア、札幌資料館、JRタワープラニスホール、札幌大通地下ギャラリー 500m美術館ほか
- 参加者 - ARTSAT × SIAFラボ、∈Y∋、五十嵐淳、イサム・ノグチ、石川直樹、宇川直宏、梅田哲也、大友良英、大友良英＋青山泰知＋伊藤隆之、岸野雄一、クリスチャン・マークレー、クワクボリョウタ、Sachiko M、札幌大風呂敷チーム×プロジェクトFUKUSHIMA!、さわひらき、鈴木昭男、鈴木悠哉、タノタイガ、チョン・ヨンドゥ、都築響一、dj sniff、テニスコーツ、刀根康尚、中崎透、ナムジュン・パイク、のん、毛利悠子 他

### 札幌国際芸術祭 2024
- テーマ - 「LAST SNOW」
- サブテーマ - 「はじまりの雪」
- 主催 - 札幌国際芸術祭実行委員会、札幌市
  - ゲストディレクター - 小川秀明
- 開催期間 - 2017年8月6日(日)-10月1日(日)〈37日間〉
- 会場 - 未来劇場（東1丁目劇場施設）、北海道立近代美術館、札幌芸術の森美術館、札幌文化芸術交流センターSCARTS、モエレ沼公園、さっぽろ雪まつり大通2丁目会場、札幌市資料館（旧札幌控訴院）ほか
- 参加者 - あべ弘士、エイミー・カール、青木美歌、チェ・ウラム、エネス、フジ森、ジョヴァンニ・ベッティ + カタリーナ・フレック、後藤映則、長谷川 愛、平川紀道、平野禎邦、h.o、石原 航、石井 裕 + MITメディアラボ タンジブル・メディア・グループ、石井 亨、ユッシ・アンジェスレヴァ + AATB、キャシー・ジェトニル＝キジナー + アカ・ニワイアナ、KOMAKUS、今 和次郎、国松希根太、LAUSBUB、明和電機、宮田彩加、中里唯馬、小川絵美子、クアヨラ、未来の札幌の運動会、SIAFラボ、雪ミク（クリプトン・フューチャー・メディア株式会社）、施位泰平、スーパーフラックス、テガ・ブレイン + ジュリアン・オリヴァー + ベングト・ショーレン、ワビサビ、脇田 玲、シン・リウ、Yukikaze Technology、行武治美ほか
- エンジニアの金築浩史が芸術選奨文部科学大臣賞を受賞[1]。